# Cordylomera geniculata
Cordylomera geniculata es una especie de escarabajo longicornio del género Cordylomera, tribu Phoracanthini, subfamilia Cerambycinae. Fue descrita científicamente por Buquet en 1844.

## Descripción
Mide 12-14 milímetros de longitud.

## Distribución
Se distribuye por Senegal.